# Potoceni
Potoceni – wieś w Rumunii, w okręgu Buzău, w gminie Mărăcineni. W 2011 roku liczyła 1987 mieszkańców.